# Садове (Наровчатський район)
Садо́ве (рос. Садовое) — село складі Наровчатського району Пензенської області, Росія.
Населення — 148 осіб (2010; 179 у 2002).
Національний склад станом на 2002 рік:
- росіяни — 97 %